# Çiğli (Dulkadiroğlu)
Çiğli (kurdisch: Cigle) ist ein Ortsteil mit 560 Einwohnern im Bezirk (İlçe) Dulkadiroğlu im Süden der Türkei in der Provinz Kahramanmaraş. Das Dorf liegt ungefähr 16 km südöstlich der Provinzhauptstadt Kahramanmaraş.

## Geografie
Das Dorf Çiğli liegt im Süden der Provinz Kahramanmaraş und gehört zum Bezirk Dulkadiroğlu. Çiğli grenzt im Osten bis in den Süden an Çınarlı, im Südwesten an Kapiçam, im Westen an Güzelyurt, im Norden Çokyaşar und im Nordosten an Elmalar und Kartal.

## Bevölkerung
Bei der in Çiğli ansässigen Bevölkerung handelt es sich um alevitische Kurden, die dem Sinemilli-Stamm angehören. Aus diesem Grund wird in Çiğli neben Türkisch mehrheitlich Kurdisch gesprochen.

## Politik
Mehmet Ünlügedik ist der aktuelle Muhtar in Çiğli.

## Infrastruktur/Verkehr
Durch die Hauptstraße, die von Südwesten in die Ortschaft führt, besitzt Çiğli eine direkte Anbindung an die Schnellstraße D835, welche die Provinzhauptstadt und die lokale Kleinstadt Narli verbindet.

## Erdbeben 2023
Das Erdbeben in der Türkei und Syrien von 2023 mit Epizentren in der Provinz Kahramanmaraş sorgte wie in der ganzen Region für erhebliche Schäden an der Infrastruktur und Gebäuden im Dorf Çiğli. 